# Bellizzi
Bellizzi – miejscowość i gmina we Włoszech, w regionie Kampania, w prowincji Salerno.
Według danych na rok 2004 gminę zamieszkiwały 12 552 osoby, 1793,1 os./km².